# Yuli Tamir
Yael Tamir (hébreu : יולי תמיר), surnommée Yuli Tamir, née le 26 février 1954 à Tel-Aviv (ou Ramat Gan, selon d'autres sources), est une universitaire et femme politique israélienne. 
Membre du Parti travailliste, elle est députée à la Knesset de 2003 à 2010. Elle est tour à tour ministre de l'Intégration et de l'Éducation.

## Biographie
Lors de son service militaire, Tamir sert dans l'unité 848 d'Aman, le service de renseignement. Pendant la guerre du Kippour, elle est officier dans un avant-poste sur le Sinaï. 
Elle est diplômée en biologie et sciences politiques. Entre 1989 et 1999, elle est maître de conférences à l'Université de Tel Aviv et chercheur à l'institut Shalom Hartman de Jérusalem, et aux universités de Princeton et Harvard.
Tamir est l'une des fondatrices du mouvement La Paix Maintenant en 1978. Entre 1980 et 1985, elle est une militante pour le parti Ratz. En 1998-1999, elle préside l'Association israélienne pour les droits civils. 
À partir de 1995, elle devient active au sein du Parti travailliste. Bien qu'elle échoue à être élue à la Knesset lors des élections de 1999, elle est nommée ministre de l'Intégration des immigrants par Ehud Barak. 
Elle est élue à la Knesset aux élections de 2003, et s'implique particulièrement sur les finances, le droit constitutionnel, l'ordre public, la participation citoyenne, la culture et le sport. Elle siège également à la commission d'enquête parlementaire sur la corruption du gouvernement.
Réélue en 2006, elle est nommée le 4 mai ministre de l'Éducation dans le gouvernement de coalition mené par Ehud Olmert, du parti Kadima. Tamir reprend également le Ministère de la Science, de la Culture et du Sport après la démission d'Ophir Pines-Paz en novembre 2006, jusqu'à la nomination de Ghaleb Majadleh en mars 2007. 
Elle conserve son siège de députée aux élections de 2009 mais démissionne en 2010. Elle est remplacée par Ghaleb Majadleh.
Tamir est une personnalité controversée en Israël. Comme ministre de l'Éducation, elle approuve un manuel d'histoire pour les enfants arabes, où la Guerre d'Indépendance d'Israël est décrite comme la nakba (« la catastrophe »). Les dirigeants de l'opposition réclament sa démission, tandis qu'elle défend sa loi comme un moyen de donner la parole aux sentiments [arabes]. Le 11 août 2008, la presse révèle un projet de retrait des travaux de Zeev Jabotinsky, une figure de l'aile droite du mouvement sioniste avant la seconde Guerre mondiale, du programme de l'éducation nationale, ce qui provoque un scandale à droite. Tamir nie l'existence du rapport.